# قتل الأب
قتل الأب هو فعل قتل والد المرء، أو قتل المرء لوالده أو زوج أمه. قتل الأب هو شكل فرعي من قتل الوالدين، والذي يُعرَّف على أنه فعل قتل أقارب. في العديد من الثقافات والأديان، كان قتل الآباء يعتبر من أسوأ الخطايا. على سبيل المثال، وفقًا لماركوس توليوس شيشرون، في الجمهورية الرومانية كانت الجريمة الوحيدة التي يمكن أن يُحكم على المدنيين بسببها بالإعدام هي قتل الأب.

## الأمثلة في الأساطير
- قُتل أبزو، في ملحمة الخلق البابلية، على يد ابنه.
- في ملحمة الخلق اليونانية، كان كرونوس يشعر بالغيرة من قوة والده أورانوس لذلك قتل كرونوس والده. أيضًا كرونوس أطيح به من قبل ابنه زيوس.
- كان قدر أوديب أن يقتل والده ملكًا ويتزوج والدته. حاول والداه منع ذلك من خلال تركه رضيعًا على جانب الجبل. وجده الراعي وقام بتربيته. بمجرد أن يكبر، يلتقي أوديب بوالده أثناء سفر والده، ولكن دون معرفة من هو، ينتهي به الأمر بقتله. ثم يتزوج والدته دون قصد ليصبح ملكًا، وفي النهاية يتمم النبوءة.
- قُتل بيلياس على يد بناته، اللواتي خدعتهن ميديا للاعتقاد بإمكانية قيامته.
- في ملحمة مهابهاراتا الهندوسية، قتل بابروفاانا والده أرجون، لكن أرجون أعيد إلى الحياة من قبل زوجته، إلهة الثعبان أولوبي.
- في الاعتقاد الصيني، سيتم قتل الأشخاص الذين يرتكبون قتل الأب (أو قتل الأم) بضربة صاعقة كعقاب من الإله.
- في الميثولوجيا الإسكندنافية، قتل فافنير والده هريدمار ليحصل على الخاتم الذهبي الملعون لأندفاري.
- في أسطورة جاوة الغربية بإندونيسيا، يُقال إن تانجكوبان بيراهو، سانغكوريانغ، قتل والده، الذي كان كلبًا لأنه لم يصادف أي فريسة.

## في التاريخ
- قتل الملك الآشوري توكولتي نينورتا الأول (حكم 1243-1207 قبل الميلاد) على يد ابنه بعد نهب بابل.
- قُتل سنحاريب (704-681 قبل الميلاد)، الملك الآشوري، على يد اثنين من أبنائه بسبب تدنيسه لحرمة بابل.
- إعدام بيمبيسارا (543-491 قبل الميلاد)، ملك ماجادا، على يد ابنه أجاتشاترو.
- قتل أجاتشاترو (حكم من 492 إلى 460 قبل الميلاد)، ملك ماجادا، على يد ابنه عديابحدرة.
- قتل الملك كاسابا الأول (473-495 م) مؤسس قلعة سيجيريا في سريلانكا القديمة والده الملك داتوسينا على العرش.
- قتل الإمبراطور تشو يوجوي (888؟ -913) من الصين والده زو وين (852-912).
- يُزعم أن الإمبراطور يانغ (569-618) في التاريخ الصيني قتل والده، الإمبراطور وين (541-604).
- قُتل أولغك بيك (1394-1449) من الإمبراطورية التيمورية على يد ابنه عبد اللطيف ميرزا ، الذي قتل أيضًا شقيقه عبد العزيز بعد بضعة أيام. أصبح على هذا النحو حاكم الإمبراطورية، لكنه قُتل على يد ابن عمه عبد الله ميرزا بعد ستة أشهر.
- قتل سامفيل والده فاهان، الذي اعتنق المسيحية وانضم إلى الإمبراطورية الفارسية الزرادشتية.
- بياتريس سينسي (1577-1599) ، نبيلة إيطالية قتلت والدها بعد أن سجنها واغتصبها.
- إياسوس الأول ملك إثيوبيا (1682-1706)، أحد الأباطرة المحاربين العظماء لإثيوبيا، عُزل على يد ابنه تكله هايمانوت في عام 1706 ثم اغتيل لاحقًا.
- قُتل أجيت سينغ (1679-1724) على يد ولديه بخت سينغ وأبي سينغ في عام 1724 بعد أن تآمر الاثنان ليحلا محله باعتباره مهراجا مروار.
- ريتشارد داد (1817-1886)، الفنان الإنجليزي، قتل والده في عام 1843 بعد ظهور مرض نفسي.
- يُزعم أن ليزي بوردن (1860-1927) قتلت والدها وزوجة أبيها بفأس في فال ريفر.
- كيب كينكل (مواليد 1982)، فتى من ولاية أوريغون أدين بقتل والديه في المنزل واثنين من زملائه الطلاب في المدرسة في 20 مايو 1998.
- سارة ماري جونسون (مواليد 1987)، فتاة من ولاية أيداهو أدينت بقتل كلا الوالدين في صباح يوم 2 سبتمبر 2003.
- ورد أن ديبندرا النيبالي (1971-2001) ذبح الكثير من عائلته في عشاء ملكي في 1 يونيو 2001، بما في ذلك والده الملك بيريندرا ووالدته وشقيقه وأخته.
- ماري روباردز (مواليد 1977) اعترفت بتسميم والدها في عام 1993.
- كريستوفر بوركو (مواليد 1983)، أدين في 10 أغسطس 2006 بقتل والده ومحاولة قتل والدته بفأس.

## الإحصاء المعاصر
في الولايات المتحدة بين عامي 1980 و2010، كان الآباء أكثر عرضة من الأمهات للقتل على يد أطفالهم. غالبًا ما يكون الأبناء المراهقون (من 16 إلى 19 عامًا) هم الجناة في جرائم قتل الوالدين.